# Tauriac, Lot
Tauriac är en kommun i departementet Lot i regionen Occitanien i södra Frankrike. Kommunen ligger i kantonen Bretenoux som tillhör arrondissementet Figeac. År 2022 hade Tauriac 464 invånare.

## Befolkningsutveckling
Antalet invånare i kommunen Tauriac
| Referens: INSEE |